# Dobrá voda (přítok Botiče)
Dobrá voda je malý potok na rozhraní Uhříněvsi, Křeslic a Petrovic na jihovýchodě Prahy o délce 1,5 km.

## Průběh toku
Pramení v Uhříněvsi v mokřadu u ulic Nad Volyňkou a Františka Diviše (poblíž kontejnerového terminálu), který je pozůstatkem bývalého rybníka zakresleného při prvním vojenském mapování jako rybník Jezera a zachyceného ještě na mapách druhého vojenského mapování z let 1836–1852. Potok teče zprvu po hranici Křeslic a Petrovic, z níž se v závěrečné části odklání na území Křeslic. V lokalitě zvané Dobrá Voda nebo Na Dobré vodě mezi Petrovicemi a Křeslicemi se zprava (proti pozůstatkům Fantova mlýna), souběžně s ulicí Na Dobré vodě vlévá do Botiče na jeho kilometru 17,46.

## Využití
Na potoce se zhruba v polovině jeho délky nachází suchý polder se zbytky vodní nádrže. Suchý polder a závěrečná část toku spadají do přírodního parku Botič-Milíčov. Potok teče nezalesněnou krajinou a krom samoty Dobrá Voda neprotéká přímo žádným sídelním útvarem.

## Stavby
- vodní mlýn v samotě Dobrá Voda